# Richard Benno Adam
Richard Benno Adam (Monaco di Baviera, 5 marzo 1873 – Monaco di Baviera, 20 gennaio 1937) è stato un pittore tedesco, membro, nonché uno degli ultimi rappresentanti, della famiglia Adam.

## Biografia
Figlio di Emil, fu allievo a Monaco di Nikolaos Gysis, Sigmund Strähuber e Ludwig von Langenmantel. Lavorò con il padre, divenendo a sua volta pittore di animali.